# ClearSpace One
ClearSpace One (antes llamado CleanSpace One) es un satélite experimental desarrollado por el Escuela Politécnica Federal de Lausana. El satélite, probará una tecnología que será capaz de encontrar, capturar y desorbitar tanto satélites que hayan llegado al fin de sus días como basura espacial. La reentrada en la atmósfera con intención de destruir el satélite o la basura, servirá también para destruirse a sí mismo. El experimento consiste en una red que se despliega, se alinea con el objeto a alcanzar y luego lo atrapa, la nave espacial también tiene previsto recoger satélites SwissCube que han agotado su vida útil.

## Diseño
Originalmente, el diseño incluía una pinza para agarrar satélites.Sin embargo, y con la colaboración de estudiantes de la University of Applied Sciences Western Switzerland, los ingenieros concluyeron que una red que colapsa en los satélites era un mejor sistema de recolección, más ágil y fiable.
El diseño incluirá sensores ópticos para detectar los satélites SwissCube. De acuerdo con un estudiante que trabaja para el instituto, la orientación y la navegación son operaciones particularmente difíciles debido a la variada reflectividad de los satélites. Para lograr el reconocimiento visual de los satélites, la organización planea usar cámaras con alto rango dinámico y procesamiento de imágenes en tiempo real.

## Futuro
La Escuela Politécnica Federal de Lausana planea continuar investigando y evolucionando la idea del satélite que ya está listo para la eliminación tanto de basura espacial como de satélites en desuso, ofreciendo finalmente diversos tamaños para diferentes tipos de misiones.